# Bahnstrecke La Ferté-Hauterive–Gannat
| Doppelgleisige Brücke über die Allier, Juni 2014 |                      |                                                                                         |                                                                                         |
| Streckennummer (SNCF): | 789 000              |                                                                                         |                                                                                         |
| Kursbuchstrecke (SNCF): | 24                   |                                                                                         |                                                                                         |
| Streckenlänge: | 35 km                |                                                                                         |                                                                                         |
| Spurweite: | 1435 mm (Normalspur) |                                                                                         |                                                                                         |
| Maximale Neigung: | 6 ‰                  |                                                                                         |                                                                                         |
| Minimaler Radius: | 1000 m               |                                                                                         |                                                                                         |
| Zweigleisigkeit: | ursprünglich ja      |                                                                                         |                                                                                         |
| |                      |                                                                                         |                                                                                         |
| \| \| \| Bahnstrecke Moret-Veneux-les-Sablons–Lyon-Perrache von Moulins-sur-Allier \| \| \| \| \| \| \| \| \| 332,5 \| La Ferté-Hauterive \| 235 m \| \| \| \| \| \| \| \| ~334,2 \| Bahnstrecke Moret-Veneux-les-Sablons–Lyon-Perrache nach Lyon über St-Germain-des-Fossés \| Bahnstrecke Moret-Veneux-les-Sablons–Lyon-Perrache nach Lyon über St-Germain-des-Fossés \| \| \| \| \| \| \| \| 337,1 \| Allier (Pont de Saint-Loup; 252 m) \| Allier (Pont de Saint-Loup; 252 m) \| \| \| 338,9 \| Contigny \| 233 m \| \| \| ~342,1 \| Varennes-sur-Allier–Chantelle (S.E., 1 m) \| Varennes-sur-Allier–Chantelle (S.E., 1 m) \| \| \| \| mehrere Anschlussgleise \| \| \| \| 343,3 \| Saint-Pourçain-sur-Sioule \| 240 m \| \| \| 343,4 \| Streckenende \| Streckenende \| \| \| 350,4 \| Bayet \| 252 m \| \| \| 352,4 \| Sioule (Pont des Paraudes; 110 m) \| Sioule (Pont des Paraudes; 110 m) \| \| \| 354,2 \| Barberier-Broût-Vernet \| 266 m \| \| \| 355,9 \| Sioule (Pont des Colettes; 100 m) \| Sioule (Pont des Colettes; 100 m) \| \| \| 360,5 \| Mayet-d’École-Jenzat \| 300 m \| \| \| 365,9 \| A 719 \| A 719 \| \| \| ~367,2 \| Bahnstrecke Saint-Germain-des-Fossés–Nîmes von St-Germain-des-F. \| Bahnstrecke Saint-Germain-des-Fossés–Nîmes von St-Germain-des-F. \| \| \| \| Bahnstrecke Commentry–Gannat von Commentry \| \| \| \| 367,8 378,4 \| Gannat \| 337 m \| \| \| \| Bahnstrecke Saint-Germain-des-Fossés–Nîmes n. Clermont-Ferrand \| \| |                      |                                                                                         |                                                                                         |
| |                      | Bahnstrecke Moret-Veneux-les-Sablons–Lyon-Perrache von Moulins-sur-Allier               |                                                                                         |
| |                      |                                                                                         |                                                                                         |
| ehemaliger Bahnhof | 332,5                | La Ferté-Hauterive                                                                      | 235 m                                                                                   |
| |                      |                                                                                         |                                                                                         |
| Abzweig geradeaus und nach links | ~334,2               | Bahnstrecke Moret-Veneux-les-Sablons–Lyon-Perrache nach Lyon über St-Germain-des-Fossés | Bahnstrecke Moret-Veneux-les-Sablons–Lyon-Perrache nach Lyon über St-Germain-des-Fossés |
| |                      |                                                                                         |                                                                                         |
| Brücke über Wasserlauf | 337,1                | Allier (Pont de Saint-Loup; 252 m)                                                      | Allier (Pont de Saint-Loup; 252 m)                                                      |
| ehemaliger Bahnhof | 338,9                | Contigny                                                                                | 233 m                                                                                   |
| Kreuzung mit U-Bahn geradeaus oben (Querstrecke außer Betrieb) | ~342,1               | Varennes-sur-Allier–Chantelle (S.E., 1 m)                                               | Varennes-sur-Allier–Chantelle (S.E., 1 m)                                               |
| Abzweig geradeaus und von rechts |                      | mehrere Anschlussgleise                                                                 | mehrere Anschlussgleise                                                                 |
| Dienststation / Betriebs- oder Güterbahnhof | 343,3                | Saint-Pourçain-sur-Sioule                                                               | 240 m                                                                                   |
| | 343,4                | Streckenende                                                                            | Streckenende                                                                            |
| Bahnhof (Strecke außer Betrieb) | 350,4                | Bayet                                                                                   | 252 m                                                                                   |
| Brücke über Wasserlauf (Strecke außer Betrieb) | 352,4                | Sioule (Pont des Paraudes; 110 m)                                                       | Sioule (Pont des Paraudes; 110 m)                                                       |
| Bahnhof (Strecke außer Betrieb) | 354,2                | Barberier-Broût-Vernet                                                                  | 266 m                                                                                   |
| Brücke über Wasserlauf (Strecke außer Betrieb) | 355,9                | Sioule (Pont des Colettes; 100 m)                                                       | Sioule (Pont des Colettes; 100 m)                                                       |
| Bahnhof (Strecke außer Betrieb) | 360,5                | Mayet-d’École-Jenzat                                                                    | 300 m                                                                                   |
| Strecke mit Straßenbrücke (Strecke außer Betrieb) | 365,9                | A 719                                                                                   | A 719                                                                                   |
| Abzweig ehemals geradeaus und von links | ~367,2               | Bahnstrecke Saint-Germain-des-Fossés–Nîmes von St-Germain-des-F.                        | Bahnstrecke Saint-Germain-des-Fossés–Nîmes von St-Germain-des-F.                        |
| Abzweig geradeaus und von rechts |                      | Bahnstrecke Commentry–Gannat von Commentry                                              | Bahnstrecke Commentry–Gannat von Commentry                                              |
| Bahnhof | 367,8 378,4          | Gannat                                                                                  | 337 m                                                                                   |
| |                      | Bahnstrecke Saint-Germain-des-Fossés–Nîmes n. Clermont-Ferrand                          |                                                                                         |

Die Bahnstrecke La Ferté-Hauterive–Gannat ist eine 35 km lange, nicht elektrifizierte, eingleisige Eisenbahnstrecke ausschließlich im Département Allier in Zentralfrankreich. Sie steht unter der Verwaltung der SNCF. Sie verbindet die von Norden kommende Bahnstrecke Moret-Veneux-les-Sablons–Lyon-Perrache mit der Bahnstrecke Saint-Germain-des-Fossés–Nîmes im Süden, verläuft selbst im Tal der Sioule und grob in Nord-Süd-Richtung. Heute findet auf keinem Streckenabschnitt mehr Bahnverkehr statt, zum Teil fehlen Schienen, die Strecke ist aber nicht entwidmet.
Sie ist die letzte, 1932 von der Chemins de fer de Paris à Lyon et à la Méditerranée (PLM) erbaute Bahnstrecke vor Übernahme durch die SNCF 1938. Ursprünglich wurde sie in zweigleisigem Verkehr betrieben, im Zweiten Weltkrieg aber zurückgebaut und nach Kriegsende so belassen. Die Kilometrierung beginnt in Paris Gare de Lyon und wird über Moret-Veneux-les-Sablons und Nevers fortgeführt.

## Geschichte
1905 hielt es die PLM für erforderlich, den Weg gen Clermont-Ferrand um 11 km abzukürzen und anstatt über St-Germin-des-Fossés und Vichy über Gannat zu fahren. Die kleine Zeitersparnis war nicht der Grund, es entlastete vielmehr die Stammstrecke durch das Zentralmassiv St-Germain-des-Fossés–Darsac. Auch war damit eine bessere Verkehrs-Infrastruktur für landwirtschaftliche Güter in dieser Region verbunden. Das auf halber Strecke liegende, 5000 Einwohner große Saint-Pourçain-sur-Sioule war zu dieser Zeit ein wichtiges Zentrum für den Weinbau und -handel. Am 7. Juli 1905 wurde der Bahngesellschaft vom Ministerium für öffentliche Arbeiten eine entsprechende Konzession erteilt und mit drei FF belastet. Im gleichen Dokument wurde auch eine Konzession für die etwas weiter südlich gelegene und etwas kürzere Bahnstrecke Vichy–Riom erteilt, die 1931 in Betrieb ging.

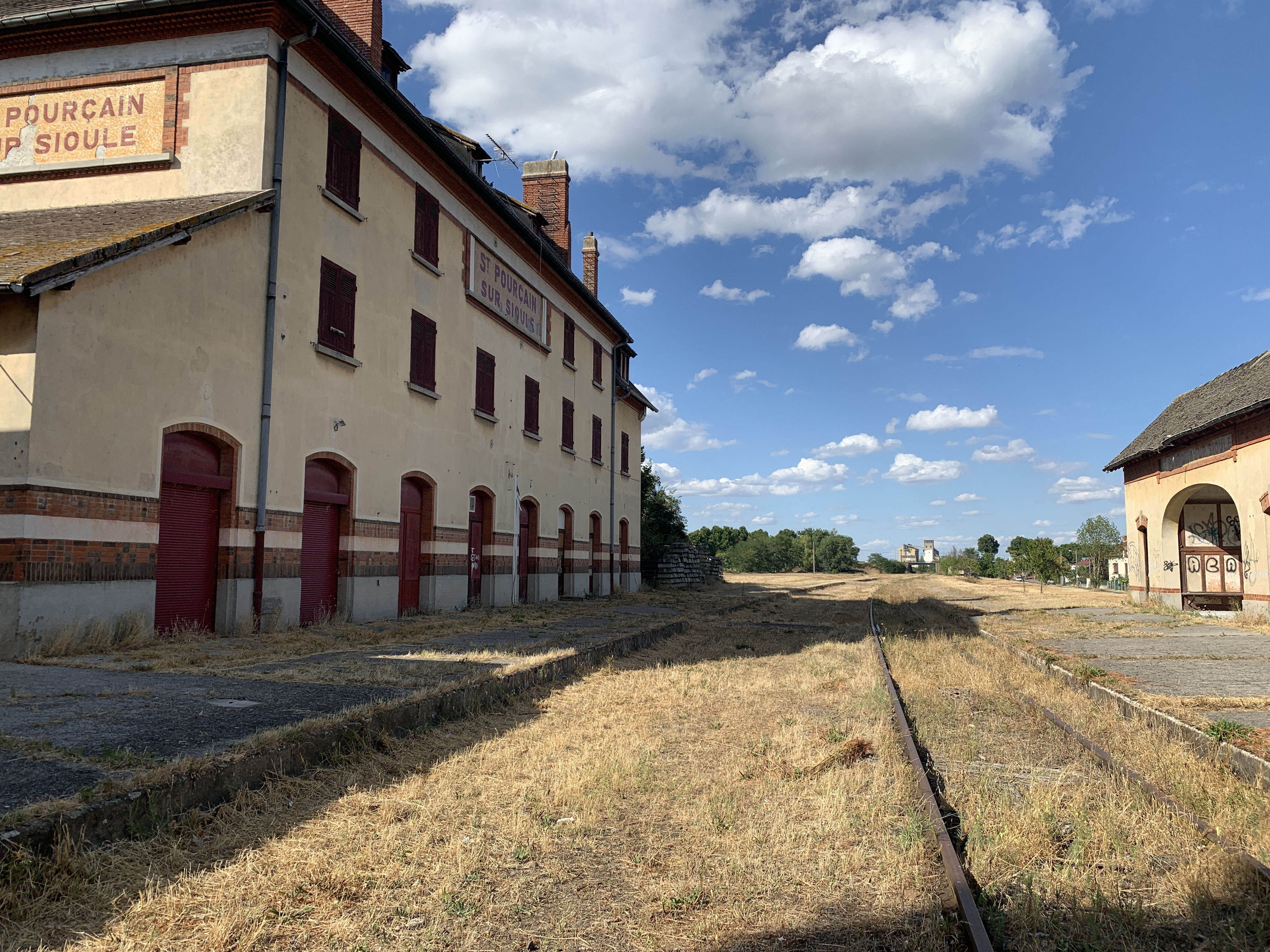
Bahnhof Pourçain-sur-Sioule, Blickrichtung La Ferté-Hauterive, Juli 2020

Das Gelände war mit maximal 6 ‰ leicht zu überwinden. Nur drei Viadukte mit einer Länge von mehr als 100 Metern mussten errichtet werden. Einen schnelleren Betriebsbeginn verhinderte der Erste Weltkrieg, der zur Schließung der Baustellen führte. Während der Weltwirtschaftskrise wurde das ganze Projekt vorübergehend aufgegeben, sodass erst am 25. August 1932 die ersten Züge fahren konnten.
Zwischen dem 21. Juli 1887 und dem 15. Juni 1939 betrieb die Société générale des chemins de fer économiques (S.E.) eine 26 km lange Meterspur-Strecke in Ost-Westrichtung, für die diese neue Verbindung ein entscheidender Wettbewerbsnachteil wurde, fehlende Frachtraten aufwies und aufgab.